# Porto di Le Havre
Il porto di Le Havre (grand port maritime du Havre) è il porto e l'autorità portuale della città di Le Havre, in Normandia, Francia.
Il porto di Le Havre è costituito da una serie di bacini-canali come il canal de Tancarville e il canal du Havre, che collegano Le Havre alla Senna, nei pressi del ponte di Tancarville, 24 km a monte.
Nel 2022 ha movimentato più di 3 milioni di container. Delle 27 tonnellate di cocaina sequestrate in Francia nel 2022, più di due terzi proveniva da questo porto.